# 安替

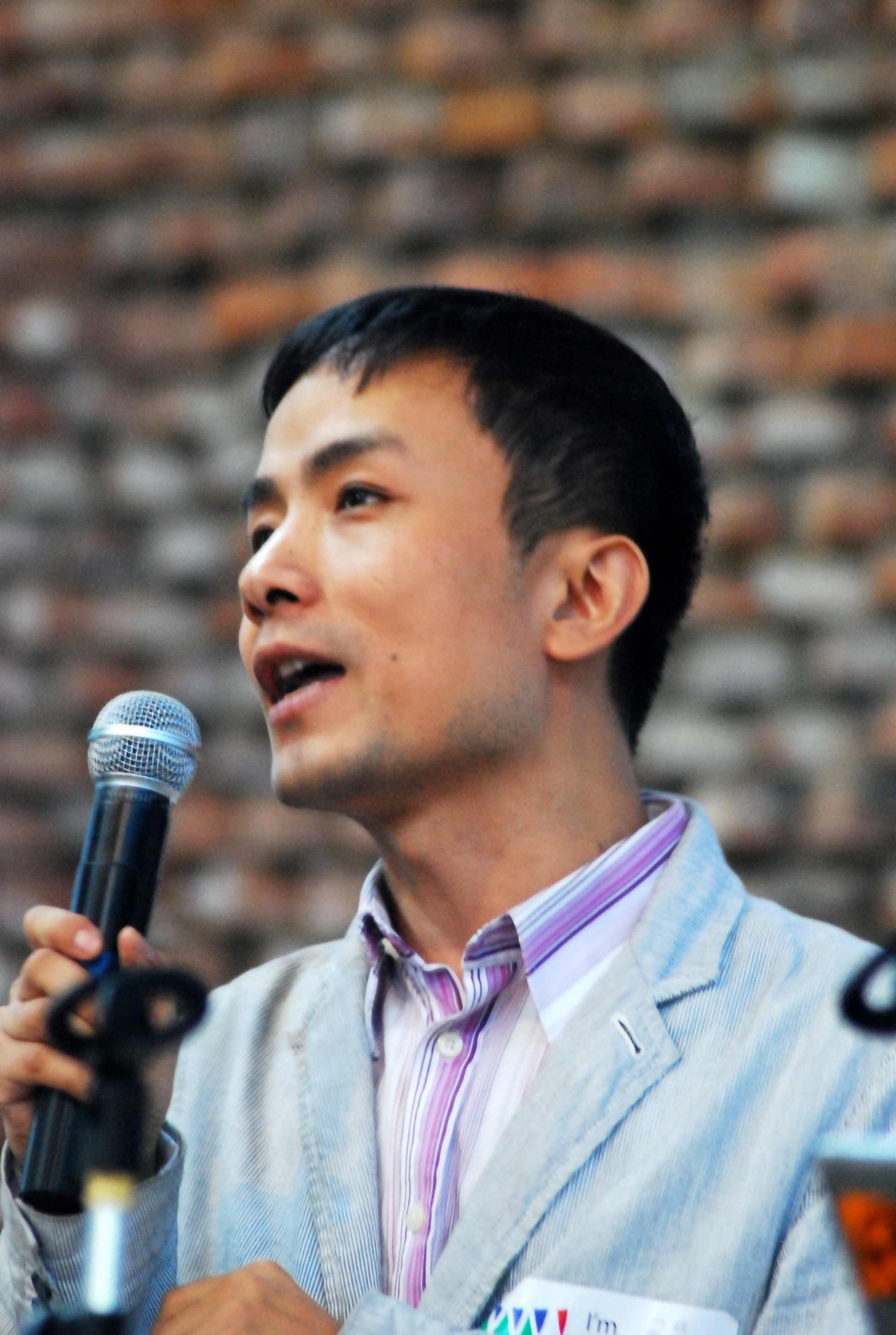
安替在2008中文网志年会上的演讲

安替（1975年4月—），本名赵静，回族，基督徒，是一位活跃的中国新闻撰稿人。他曾任南方报业传媒集团记者、美国《纽约时报》驻北京办事处的研究员，美国哈佛大学尼曼奖学金获得者。他也是以报道国际新闻为主的新媒体财新世界说的创办人。

## 生平
安替1975年生于南京。1997年毕业于南京师范大学，曾作过程序员。2004年获得德国之声主办的国际博客大赛，2005年担任评委。
2011年9月8日，安替在德国波茨坦获得M100媒体奖。